# Hibbertia stricta
Hibbertia stricta är en tvåhjärtbladig växtart. Hibbertia stricta ingår i släktet Hibbertia och familjen Dilleniaceae.

## Underarter
Arten delas in i följande underarter:
- H. s. furcatula
- H. s. stricta